# Espoleto
Espoleto (em italiano:  Spoleto; em latim: Spoletium) é uma comuna da província de Perúgia, na região da Úmbria, na Itália. Possui cerca de 35 286 habitantes. Estende-se por uma área de 349 quilômetros quadrados, tendo uma densidade populacional de 101 habitantes por quilômetro quadrado. Faz fronteira com Acquasparta (TR), Campello sul Clitunno, Castel Ritaldi, Ferentillo (TR), Giano dell'Umbria, Massa Martana, Montefranco (TR), Sant'Anatolia di Narco, Scheggino, Terni (TR), Trevi, Vallo di Nera.

## História
Espoleto ou Espolécio (Σπωλήτιον) foi uma cidade da Úmbria, entre Interâmna (Terni) e Trébia (Trevi), a uns 15 km ao sul da nascente do Clitúmno.
A primeira menção histórica de Espoleto ocorreu com o estabelecimento da colônia romana em 240 a.C., logo após o final da Primeira Guerra Púnica. Em 217 a.C., depois da Batalha do Lago Trasimeno, Aníbal avançou até as portas da cidade e a atacou, porém foi rechaçado.
Em 209 a.C., foi uma das colônias que se distinguiu pela sua fidelidade. Depois, quase não se fala nada dela, porém sabe-se que foi uma cidade importante. Em 167 a.C., o senado romano a escolheu como lugar de confinamento do rei Gentio da Ilíria e os seus filhos, porém a cidade rejeitou a honra e então seriam levados a Igúvio.
A cidade sofreu pesados danos durante a guerra civil entre Caio Mário e Lúcio Cornélio Sula. Em 89 a.C., presenciou uma batalha entre Pompeu e Crasso, generais de Sula, e Carrinas, lugar-tenente de Carbo, próximo à cidade, e o segundo foi derrotado e teve que refugiar atrás dos muros da cidade. Depois da vitória de Sula, a cidade foi castigada severamente, e o seu território foi confiscado para o estabelecimento de uma colônia militar.
Floro chama-a, nesta época, "municipia Italiae splendidissima": seguramente, um exagero retórico. Cícero, ao cabo de um tempo, menciona-a como "colônia Latina in primis sinatura te illustris". A Lei Júlia fixou-a município, como outras colônias latinas.
Na guerra de Perúgia (41 a.C.), foi lugar de retirada de Munacio Planco depois de ser derrotado por Otaviano.
No Baixo Império, continuou sendo um município importante e próspero. Emiliano estava acampado perto da cidade quando a morte dos seus rivais Galo e Volusiano lhe deu o império, e, lá mesmo, foi assassinado pelos seus soldados, depois de um reinado de apenas três meses.

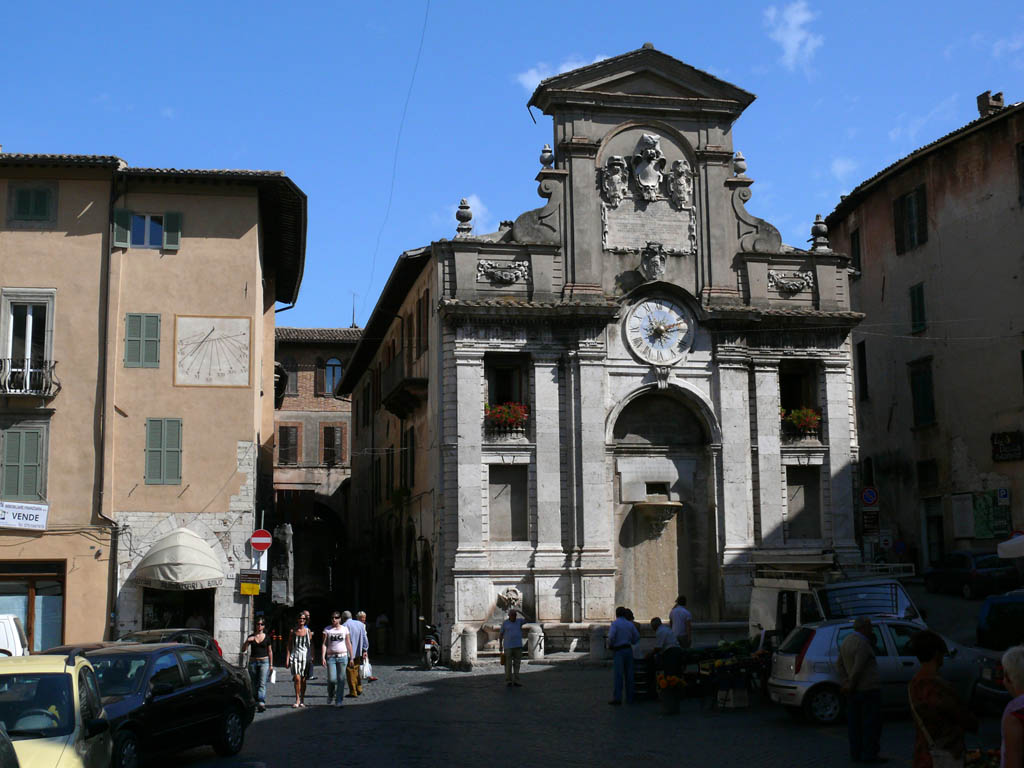
Praça do Mercado

Com a queda do Império (476) e depois do período de Odoacro, passou aos ostrogodos (493) até que, em 534, foi recuperada por Belisário. Em 543, foi recuperada por Tótila, que destruiu parcialmente as suas fortificações. Quando Narses a conquistou em 555, restaurou as muralhas destruídas. Em 570, foi ocupada pelos lombardos, que estabeleceram, nela, a sede do ducado de Espoleto, que durou até 1230.
Foi unida ao reino napoleónico de Itália (1805) e constituiu o departamento do Trasimeno em 1809. Voltou ao domínio do papa em 1814. Em 1860, passou ao Reino de Sardenha, que logo se tornou o Reino de Itália.

## Imagens

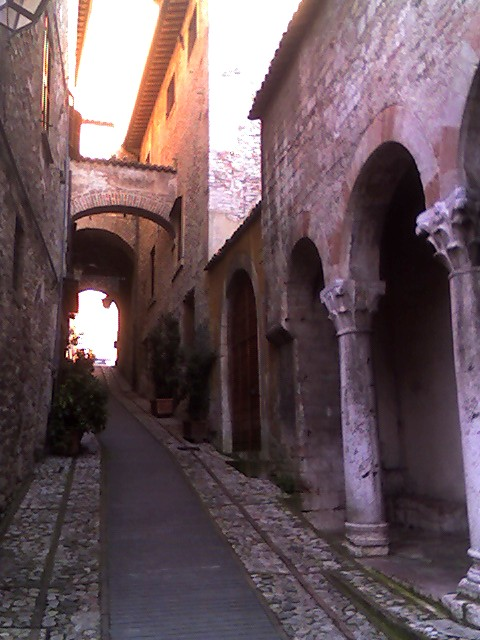
Uma rua de Espoleto
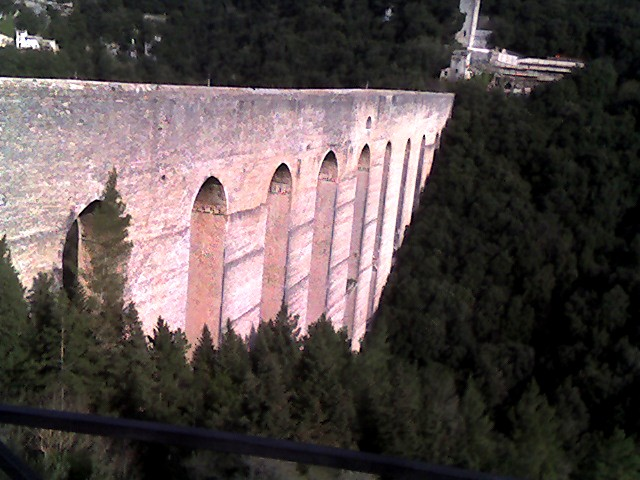
Aqueduto romano próximo a Espoleto
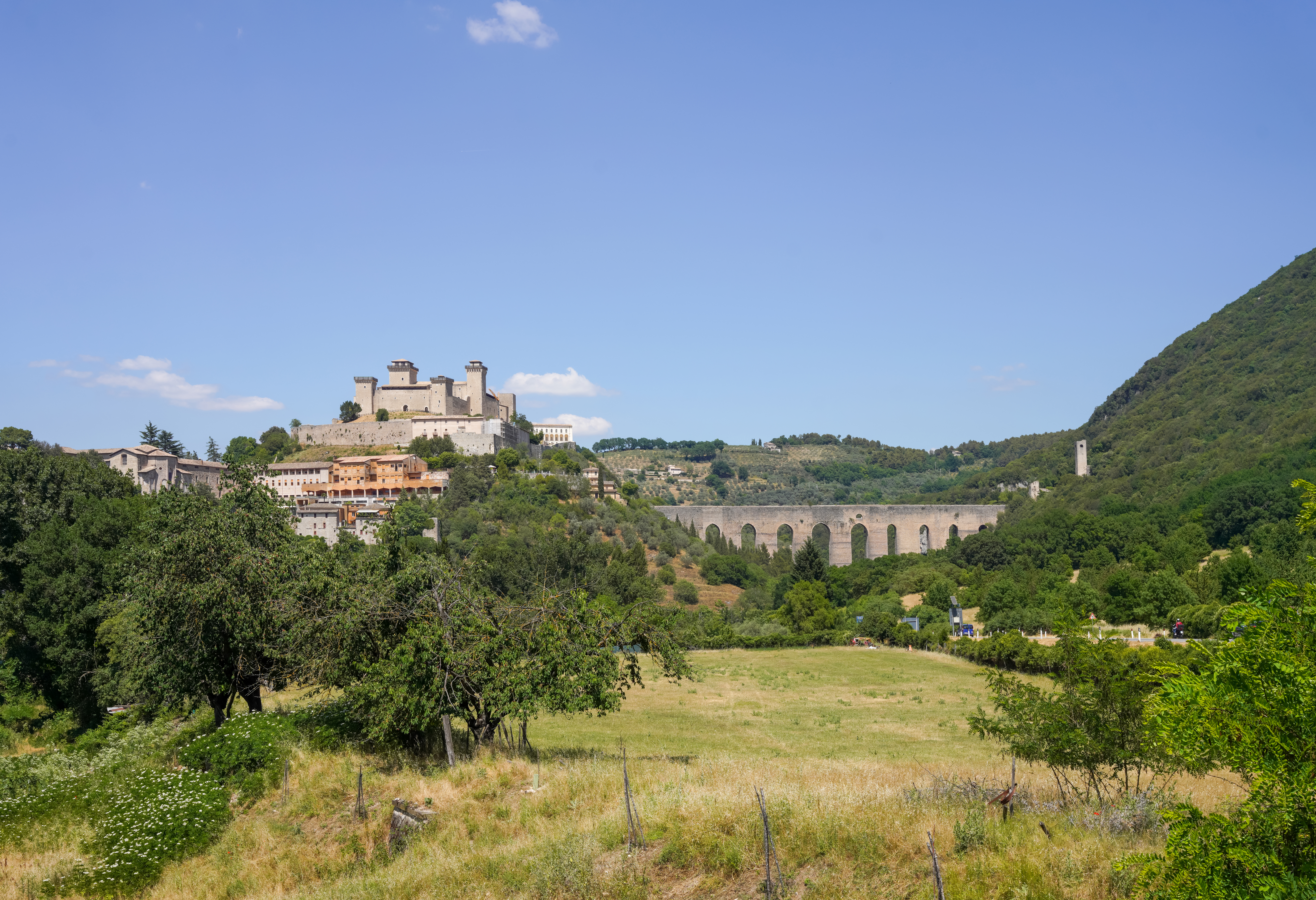
Ponte da Torre e Rocca Albornoz
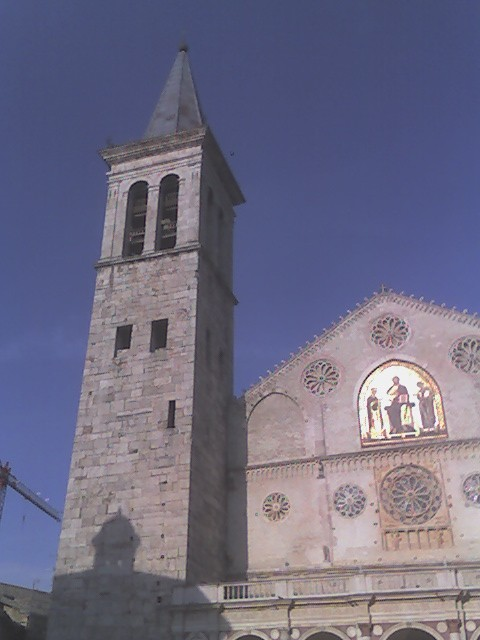
Fachada da catedral de Espoleto

## Demografia
| Variação demográfica do município entre 1861 e 2011                               |
|                                                                                   |
| Fonte: Istituto Nazionale di Statistica (ISTAT) - Elaboração gráfica da Wikipedia |